# Leon Avdullahu
Leon Avdullahu (* 23. Februar 2004 in Solothurn) ist ein Schweizer Fussballspieler. Der defensive Mittelfeldspieler steht aktuell bei der TSG 1899 Hoffenheim unter Vertrag und ist Nachwuchsnationalspieler der Schweiz.

## Karriere

### Vereine
Nach Stationen in Gerlafingen und in seiner Geburtsstadt beim FC Solothurn durchlief Avdullahu ab 2018 die Juniorenabteilung des FC Basel, mit der er unter anderem den Blue Stars/FIFA Youth Cup 2022 gewinnen konnte. Ab April 2022 spielte er regelmässig für die U21 des FC Basel in der drittklassigen Promotion League, ehe er Mitte Mai 2023 beim Ligaspiel gegen den FC St. Gallen erstmals im Kader der ersten Mannschaft stand. Zur Saison 2023/24 rückte Avdullahu fest in deren Kader auf und debütierte am 13. August 2023 im Ligaspiel gegen den FC Lausanne-Sport. In seinem ersten Profijahr kam er auf 28 Ligaeinsätze, davon 19 in der Startelf. Ende März 2024 erzielte er ausserdem im Spiel gegen den FC Zürich sein erstes Tor für die Profimannschaft. Mit Ausnahme von drei Ligaspielen, die er aufgrund einer Gelb- bzw. Gelb-Rot-Sperre verpasste, stand er in der Saison 2024/25 bei allen übrigen Ligapartien in der Startformation. Zudem gewann er mit dem FC Basel in dieser Spielzeit das Double aus Meisterschaft und Cup.
Zur Saison 2025/26 wechselte Avdullahu in die deutsche Bundesliga zur TSG 1899 Hoffenheim.

### Nationalmannschaften
Seit April 2019 durchläuft Avdullahu die Junioren-Nationalmannschaften der Schweiz.

## Erfolge
- Schweizer Meister: 2024/25 (FC Basel)
- Schweizer Cupsieger: 2024/25 (FC Basel)
- Blue Stars/FIFA Youth Cup: 2022 (FC Basel)